# Ти-си-эф Банк Стэдиум
«Ти-си-эф Банк Стэ́диум» (англ. TCF Bank Stadium, иногда сокращается до The Bank) — стадион для американского футбола, находящийся на территории кампуса Миннесотского университета в Миннеаполисе, Миннесота, США. Открывшись в 2009 году, стадион стал домашним для команды университета по американскому футболу, играющей в конференции Big Ten. Также на стадионе на протяжении двух сезонов (2014—2015) проводила свои матчи команда НФЛ «Миннесота Вайкингс». В это время строилась их клубная арена. Стадион, вмещающий 50 805 зрителей, имеющий форму «подковы» и стоивший 303 миллиона долларов, может быть расширен в будущем до 80 тысяч мест. На стадионе проводил свои домашние матчи клуб MLS «Миннесота Юнайтед» в сезонах 2017 и 2018.